# Städtisches Flußbad Lichtenberg
Das Städtische Flußbad Lichtenberg war eine vom damaligen Berliner Bezirk Lichtenberg eingerichtete Flussbadeanstalt unmittelbar am Rummelsburger See. Sie hieß umgangssprachlich wegen ihrer Nähe zum Heizkraftwerk Klingenberg auch einfach Freibad Klingenberg. Sie bestand von 1927 bis zum Jahr 1950.

## Geschichte und Beschreibung der Anlage

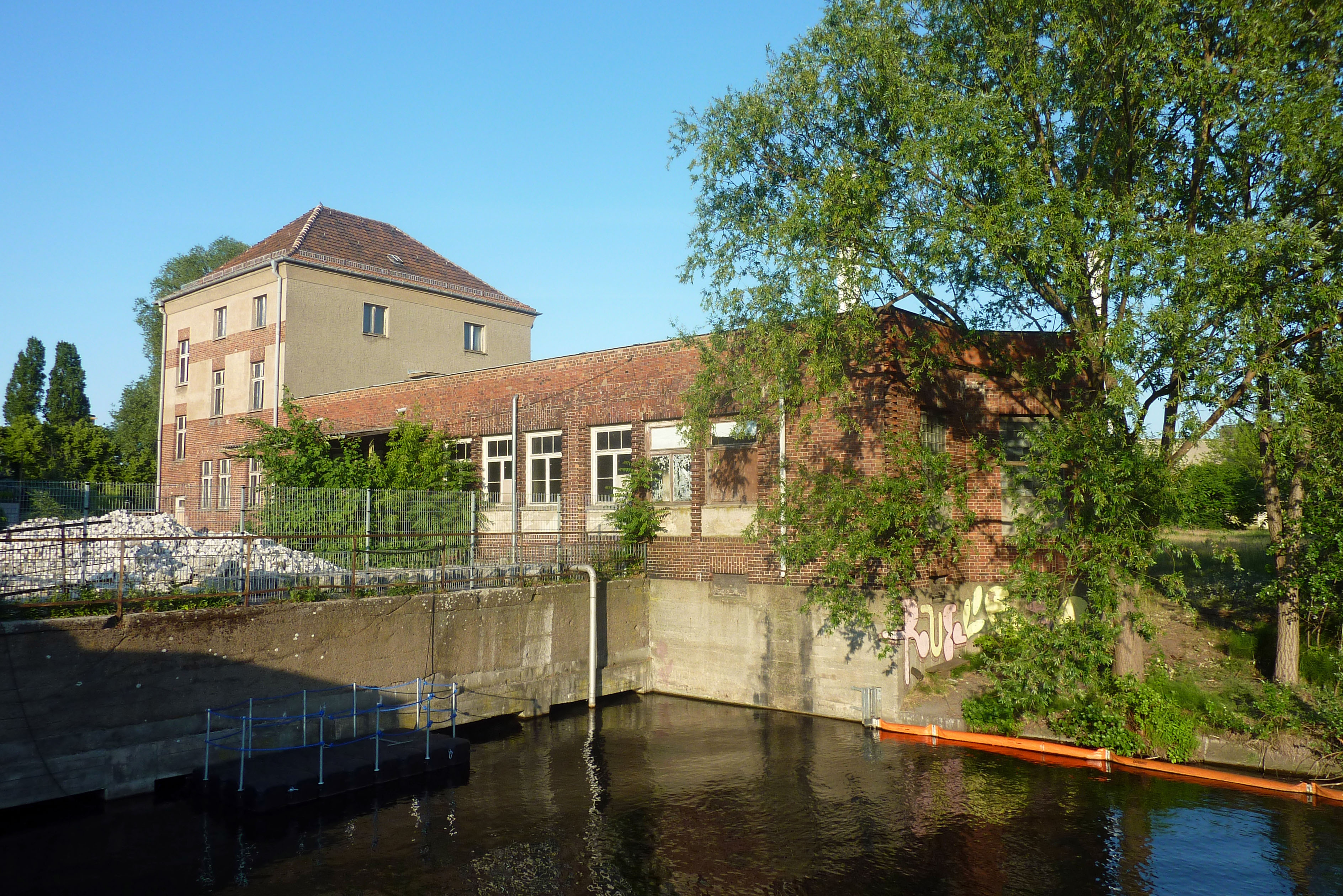
Ehemaliges Verwaltungs- und Restaurationsgebäude am Kühlwasserauslaufkanal des Kraftwerks Klingenberg

Das Städtische Flußbad Lichtenberg entstand von 1925 bis 1928 nach Plänen von Rudolf Gleye direkt am Ufer und in der Spree im Einzugsbereich des Großkraftwerks. Am 21. Mai 1927 wurde es unter der Adresse Köpenicker Chaussee 1–4 eröffnet. Die Anstalt umfasste drei verschiedene Schwimmbecken – ein Schulbecken (25 m × 50 m), ein gleich großes Warmbecken sowie ein großes Sportbecken (25 m × 100 m). Das Wasser des Warmbeckens wurde in der kühleren Jahreszeit mit der Abwärme des benachbarten Kraftwerks erwärmt. Ein viertes Becken war dem Zehnmeter-Sprungturm vorbehalten. Alle Beckenränder waren gemauert und von hölzernen Laufstegen umgeben. Ein 26.000 m² großer Sandstrand lud Familien zu Sonntagsausflügen ein. Zahlreiche Bademeister sorgten für Ordnung und Sicherheit auf dem gesamten Gelände, dessen Fläche mit 50.000 m² angegeben wurde. Es sollen auch bis zu 10.000 Besucher an einem Tag gezählt worden sein.
Zu den baulichen Einrichtungen der Flussbadeanstalt gehörten feste Umkleidekabinen, Technikgebäude, Verkaufskioske, später wohl auch ein Restaurant. Alle noch erhaltenen Bauten (Wohnhäuser, Technikhallen, Kühlwasserkanalausfluss und Schwimmbeckeneinfassung) stehen unter Denkmalschutz.
In den letzten Jahren des Zweiten Weltkriegs, als die Kämpfe um Berlin begannen, wurde die Einrichtung geschlossen. Bald nach Kriegsende nutzten viele Berliner die Freibadeanstalt wieder, die im Jahr 1950 dann geschlossen wurde. „Das Flußbad Klingenberg kann wegen der durch die einfließenden Fabrikabwässer hervorgerufenen schlechten Wasserbeschaffenheit nicht freigegeben werden. Aus diesem Grunde ist auch eine Wiederinstandsetzung der zerstörten Badeanlagen nicht geplant,“ hieß es in der Berliner Zeitung.

## Verkehrsanbindung
Die Freibadeanstalt konnte entweder mit der Straßenbahn oder fußläufig von den S-Bahn-Stationen Ostkreuz, Neulichtenberg (heute: Nöldnerplatz) oder Rummelsburg erreicht werden. Vom Bahnhof Stralau-Rummelsburg (Ostkreuz), der Oberbaumbrücke und aus Treptow verkehrten zeitweise Motorbootlineien zum Bad. Ein Fußgängertunnel unterquerte die Gleisanlagen des Rangierbahnhofs Rummelsburg und machte das Areal um das Bad von den nördlich der Gleisanlagen gelegenen Gebieten zugänglich. Durch diesen Tunnel verläuft heute eine Fernwärmeleitung.

## Neue Flächennutzung
Nach der Neuanlage des gesamten Wohnquartiers Rummelsburger Bucht um die Wende zum 21. Jahrhundert gab es Überlegungen, die Fläche der ehemaligen Badeanstalt gewerblich zu nutzen. So kam es zur Einrichtung eines Bushofes für das Fuhrunternehmen Frank Richert GmbH.